# Juozas Listavičius
Juozas Listavičius (*  4. September 1929 in Liesionys, Rajongemeinde Alytus) ist ein litauischer konservativer Politiker und ehemaliges Mitglied des Seimas (Parlament) und der Baltischen Versammlung, Ökonom und Dozent der Universität Vilnius.

## Leben
Listavičius lernte in Pivašiūnai und Butrimonys. Bis 1950 besuchte er das Gymnasium in Daugai. Danach arbeitete Listavičius dort als Lehrer. 1951 wurde er vom KGB festgenommen und 1952 zu einer Freiheitsstrafe von 10 Jahren verurteilt. 1956 kehrte Listavičius nach Litauen zurück. 1957 absolvierte er die Ausbildung zum Buchhalter in Kretinga, von 1959 bis 1964 das Diplomstudium an der Wirtschaftsfakultät der Universität Vilnius und von 1970 bis 1974 die Aspirantur. Dann promovierte Listavičius in Rechnungswesen. Ab 1986 lehrte er als Dozent.
Von 1992 bis 2000 war er Mitglied des Seimas für die konservative Partei Tėvynės Sąjunga, von 1996 bis 2000 außerdem der Baltischen Versammlung. Seit 2003 ist er Mitglied der Partei Krikščionių partija (damals Krikščionių konservatorių socialinė sąjunga).
Listavičius ist verheiratet. Mit seiner Frau Vida Listavičienė hat er die eine Tochter und den Sohn Artūras Listavičius (* 1970, Manager, Vizepräsident des Konzerns MG Baltic).